# Malleehedsmyg
Malleehedsmyg (Hylacola cauta) är en fågel i familjen taggnäbbar inom ordningen tättingar.

## Utseende
Malleehedsmygen är en liten fågel med lång stjärt som ofta hålls rest. Ovansidan är gråbrun, undersidan vitaktig och övergumpen rödbrun. Vidare syns ett tydligt ljust ögonbrynsstreck, stora vita fläckar omgivna av svart på handpennorna och mörk streckning på bröstet. Rostgumpad hedsmyg har en mindre ljus vingfläck, inget svart i vingen och ljusare ben.

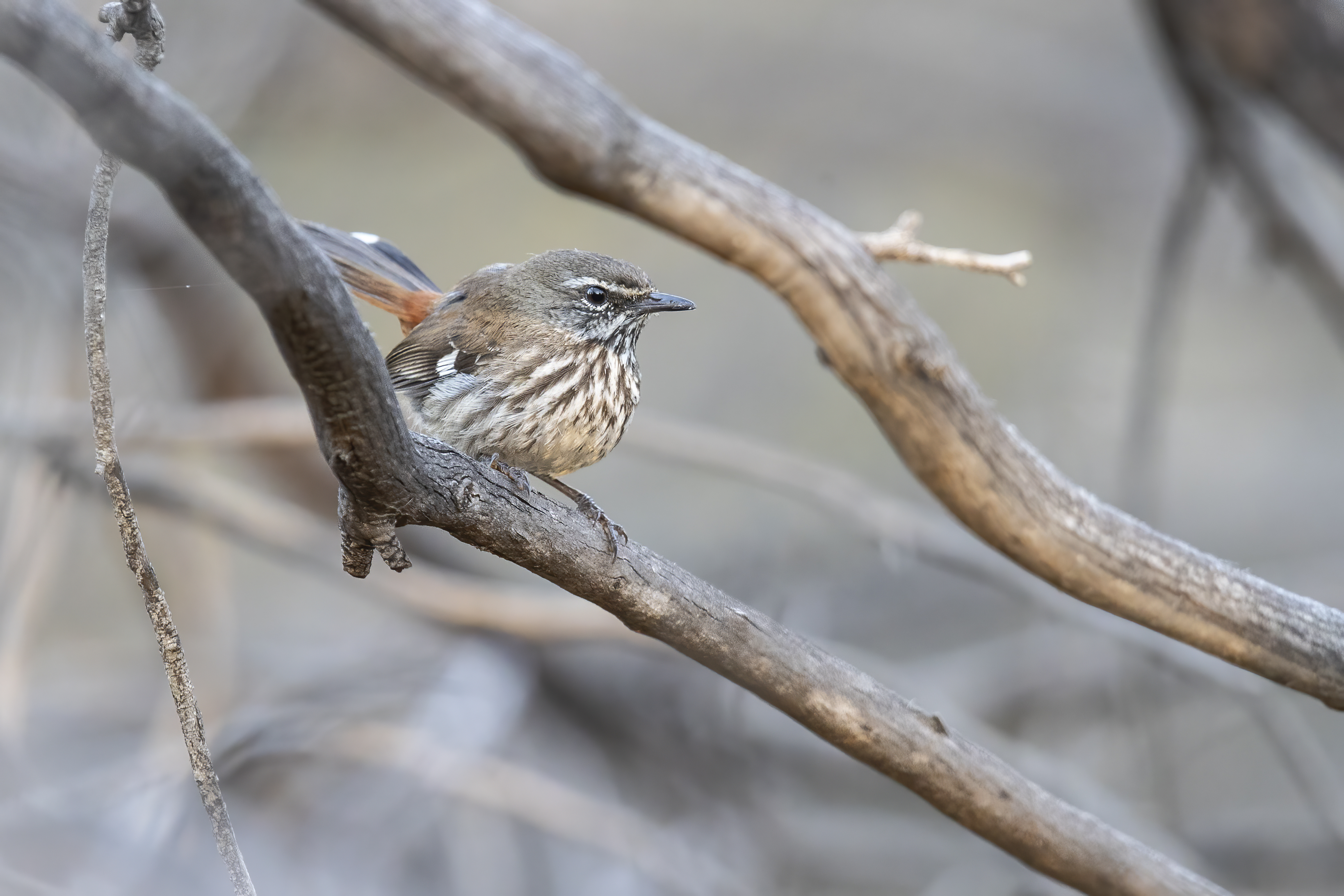

## Utbredning och systematik
Malleehedsmyg förekommer i Australien och delas upp i fyra underarter med följande utbredning:
- Hylacola cauta macrorhyncha – centrala New South Wales
- Hylacola cauta cauta – Eyrehalvön och Flinders Ranges till nordvästra Victoria och närliggande New South Wales
- Hylacola cauta halmaturina – Kangaroo Island (South Australia)
- Hylacola cauta whitlocki – sydcentrala South Australia

### Släktestillhörighet
Vissa inkluderar arterna i Hylacola i Calamanthus.

## Levnadssätt
Malleehedsmygen hittas i öppen mallee och i hedlandskap. Där födosöker den tystlåtet på marken.

## Status och hot
Arten har ett stort utbredningsområde, men tros minska i antal, dock inte tillräckligt kraftigt för att den ska betraktas som hotad. Internationella naturvårdsunionen IUCN listar arten som livskraftig (LC).

## Namn
Mallee är lågvuxen busk- och skogsmark med flerstammiga eucalyptusträd i Australien.